# Als Großvater Rita Hayworth liebte
Als Großvater Rita Hayworth liebte, auch bekannt als Ab ins Paradies, ist eine deutsch-schweizerische Filmkomödie aus dem Jahr 2001. Erzählt wird die Geschichte einer Familie, die 1969 aus der ČSSR fliehen muss und in Deutschland eine neue Heimat sucht.

## Handlung
Ende der 1960er Jahre marschieren sowjetische Truppen in Prag ein, um den Prager Frühling zu beenden. Die 13-jährige Hannah flieht mit ihren Eltern und ihrer jüngeren Schwester Maruska aus der Heimat, um in der Bundesrepublik Deutschland politisches Asyl zu suchen. Zunächst kommt die Familie in einem Asylantenheim in Nürnberg unter, wo der Schwarzmarkt blüht und vor allem Playboy-Hefte begehrt sind. Hannah fällt es besonders schwer, sich in ihrer neuen Umgebung zwischen Kapitalismus und Schlagermusik zurechtzufinden, zumal ihr geliebter Großvater Zikmund in der Tschechoslowakei zurückgeblieben ist. Um der Realität zu entfliehen, erinnert sich Hannah nur allzu gern an ihren würdevollen Großvater, der als prinzipientreuer Gymnasialdirektor stets im Visier der politischen Behörden stand.
Als ein Beamter des Verfassungsschutzes und ein amerikanischer Offizier Hannahs Vater Kuba zu dessen politischer Vergangenheit befragen, mischt sich Hannah ein und erzählt, dass ihr Großvater der kommunistischen Partei angehört hätte, ihr jedoch stets entgegen den allgemeinen Behauptungen gesagt habe, dass es nicht die Sowjets, sondern die Amerikaner gewesen seien, die Prag von der deutschen Wehrmacht befreit hätten. Zudem sei er mit Rita Hayworth befreundet gewesen, was den amerikanischen Offizier neugierig macht und gleichzeitig milde stimmt. Bereits in ihrer Heimat hatte Hannah mit Rita Hayworth ein Geschäft machen können, indem sie ihren Freundinnen Geld dafür abnahm, ein Hayworth-Autogramm sehen zu dürfen, das ihr Großvater zusammen mit einer Lenin-Büste in einem Safe aufbewahrte.
Kuba findet schließlich eine Arbeit auf dem Bau, worauf die Familie eine eigene, jedoch bescheidene Unterkunft erhält. Mutter Lida kompensiert daraufhin die Trostlosigkeit mit ungebremstem Kaufrausch. Während sie in einem Kaufhaus ein Kleid nach dem anderen anprobiert, packt sich die kleine Maruska ihr Körbchen voll, egal ob mit Sonnenbrille oder Reinigungsbürste, Hauptsache alles ist in ihrer Lieblingsfarbe Grün. Nachdem eine junge Frau Hannah eine Barbie-Puppe in die Jacke gesteckt hat, läuft Hannah verwirrt vor der Verkäuferin davon. Doch vor allem in der Schule fühlt sich Hannah fehl am Platz. In Erinnerung an ihren idealistischen Großvater trotzt sie zunehmend dem Konsumdenken ihrer Eltern. Auch ihren deutschen Mitschülern tritt sie selbstbewusst entgegen, was ihr letztlich Anerkennung und zwei neue Freunde einbringt. Maruska will derweil nur noch Deutsch sprechen. Als Hannah sie zwingen will, wieder ihre Muttersprache zu benutzen, entschließt sich Maruska, gar nicht mehr zu sprechen.
Als Hannah und ihre Familie endlich eine anständige Wohnung bekommen, freundet sich Hannah mit einem Herrn von Hartlieb an, der mit der Wehrmacht in Prag stationiert war und am liebsten Wagner-Opern hört. Kuba verbietet Hannah jedoch den Umgang mit ihm. Nach einem langersehnten Kurzurlaub im italienischen Rimini erfährt die Familie vom Tod des Großvaters. Um die anderen zu trösten, fängt Maruska wieder an zu sprechen. Daraufhin verkündet Kuba, dass er sein eigenes Statikbüro aufbauen wolle. Als er sich mit seinem Vorhaben finanziell übernimmt und die Wohnung zwangsgeräumt wird, sieht sich die Familie gezwungen, mit ihrem alten Skoda in die Heimat zurückzukehren. Als sie kurz vor der Grenze Halt machen, steigen Hannah und Maruska aus dem Auto und gehen zu Fuß in ihre nunmehr deutsche Heimat zurück. Ihre Eltern folgen ihnen mit dem Auto.

## Hintergrund
Wie die Protagonistin des Films war Regisseurin Iva Švarcová (* 1961) mit ihren Eltern aus der Tschechoslowakei in die Bundesrepublik Deutschland ausgewandert, wo sie später an der Deutschen Film- und Fernsehakademie Berlin unter István Szabó und Wim Wenders studierte. Als Großvater Rita Hayworth liebte war ihr zum Teil autobiografisches Spielfilmdebüt. Die Dreharbeiten fanden in Počátky, Nürnberg, Tübingen und Rimini statt.
Der Film wurde zweisprachig – in tschechischer und deutscher Sprache – inszeniert. Für die Veröffentlichung in Tschechien und Deutschland wurden die jeweils anderssprachigen Passagen nicht synchronisiert und lediglich untertitelt. Als Großvater Rita Hayworth liebte kam schließlich am 1. März 2001 in die deutschen Kinos. 2010 erschien der Film auf DVD.

## Kritiken
Für das Lexikon des internationalen Films war Als Großvater Rita Hayworth liebte ein „[a]nekdotisch erzählter Spielfilm, dem ein präziser, undogmatischer und zugleich sehr amüsanter Blick auf die bundesdeutsche Befindlichkeit jener Jahre gelingt“. Der Spiegel bezeichnete das „autobiografisch gefärbte Leinwanddebüt von Iva Svarcová“ als „ungewöhnliche[n], mit naiv-altklugem Charme erzählte[n] Erinnerungsreigen“. Die Szenen seien bisweilen „schnurrig und knallig übertrieben“, ab und an auch „von Heimweh durchzogen, nie aber zu schön, um wahr zu sein“. Prisma zufolge werde im Film auf witzige Weise „dem schlitzohrigen Charakter der Böhmen gehuldigt“. Dem Zuschauer biete der Film „heiter-ironische Geschichten, die stimmungsvoll in Szene gesetzt sind“.

## Auszeichnungen
Beim Filmfestival Cottbus gewann Als Großvater Rita Hayworth liebte den ersten Preis im Wettbewerb um den besten Kinder- und Jugendfilm. Beim Filmfestival Max Ophüls Preis erhielt die Produktion 2001 den Förderpreis in der Kategorie Langfilm und war zudem für den Max-Ophüls-Preis nominiert. Weitere Auszeichnungen waren der Zuschauerpreis als Bester Film bei den Internationalen Grenzland-Filmtagen in Selb, der Grand Prix und FIPRESCI-Preis beim Filmfestival von Sotschi sowie der Prix Europa Iris beim Festival Prix Europa. Die Jury der Deutschen Film- und Medienbewertung verlieh dem Film das Prädikat „Besonders wertvoll“ mit der Begründung:

„Ein hervorragendes Drehbuch war Garant für einen außergewöhnlichen Film: […] Locker und leicht und unter guter Führung spielen die Protagonisten, deren Charaktere trefflich herausgearbeitet sind, wobei es eine besondere Freude ist, den Kindern zuzuschauen. […] Ein besonderes Lob verdient die liebevolle Ausstattung […]; diese wird atmosphärisch noch komplettiert durch die perfekt abgestimmte Musik. Kamera und Montage tragen ihren Teil zum Gelingen des Films bei, der mit sicherer Hand inszeniert wurde und viel vom unwiderstehlichen Charme der berühmten tschechischen Filmschule vermittelt.“